# فيكتور ميلر
فيكتور ميلر (بالإنجليزية: Victor Miller)‏ هو كاتب سيناريو أمريكي، ولد في 14 مايو 1940 في نيو أورلينز في الولايات المتحدة.

## وصلات خارجية
- الموقع الرسمي
- فيكتور ميلر على موقع IMDb (الإنجليزية)
- فيكتور ميلر على موقع ألو سيني (الفرنسية)
- فيكتور ميلر على موقع أول موفي (الإنجليزية)
- فيكتور ميلر على موقع قاعدة بيانات الأفلام السويدية (السويدية)
- فيكتور ميلر على موقع قاعدة بيانات الفيلم (الإنجليزية)
- فيكتور ميلر على موقع كينوبويسك (الروسية)